# ديفيد حتان
ديفيد حتان (بالبورمية: ဒေးဗစ်ထန်)‏ هو لاعب كرة قدم ميانماري في مركز الوسط، ولد في 13 مايو 1990 في ولاية كاشين في ميانمار. شارك مع منتخب ميانمار لكرة القدم. أما مع النوادي، فقد لعب مع نادي يانغون يونايتد.

## وصلات خارجية
- ديفيد حتان على موقع قاعدة بيانات كرة القدم.إي يو (الإنجليزية)
- ديفيد حتان على موقع ناشيونال فوتبول تيمز (الإنجليزية)
- ديفيد حتان على موقع Soccerway.com (الإنجليزية)
- ديفيد حتان على موقع عالم كرة القدم.نت (الإنجليزية)